# 黄石公

黄石公「列仙酒牌」

黄石公（？—？），秦朝末年人物，曾传授张良兵法。相传《素书》和《三略》为其所著，一说为假借其名所著。

## 圯下拾履
张良改名换姓逃亡在下邳时，曾经在闲暇的时候散步到下邳的桥上，一名老公公身穿粗布短衣，走到张良身边，故意把鞋子掉到桥下，並轉過頭望向张良说：“小子，到橋下把我的鞋取來！”张良惊訝之餘，想要殴打老人，但因見他年老，於是强忍怒氣到桥下取鞋。老人又说：“為我穿上鞋子！”张良這時已經為老人取來鞋子，於是順勢跪下幫他穿上。老人伸出脚接受张良穿鞋，笑着离去。张良十分惊讶，目送老人离去。老人离开一里左右，又返回来说：“小子值得教导。过五天天剛亮時，与我在此見面吧。”张良因而感到奇怪，跪着说：“是。”
第五天天剛亮，张良前往桥上，老人已经先到，生氣地说：“和老人約好見面居然晚到，为什么呢？”於是邊离去邊说：“过五天早点来相会。”过了五天，张良在鸡叫时就趕去，老人又先到，再次愤怒地说：“又晚到了，为什么呢？”再次离去时又说：“过五天再早点来。”五天后，张良未到半夜就去了。過了一会，老人也来了，高兴地说：“应该是这个样子。”於是老人拿出一册书说：“读了此书就可以成为帝王的老师。之後十年，你就会建功立業。十三年后小子会在济北见到我，穀城山下的黄石就是我了。”黄石公于是再没有其他话，就此離去不见了。到了天亮张良看那书，原来是《太公兵法》。张良觉得此书非同一般，经常温习诵读它。
张良自从在下邳桥上见到黄石公送给兵书，十三年后他跟随刘邦经过济北，果然在穀城山下见到一块黄石，张良将黄石取回来当做宝贝一样祭祀。张良死后和黄石一起下葬，他的后人每当伏日和腊日上坟扫墓，也要祭祀黄石。
山東後有穀城黃石公祠，唐朝李棲筠曾作《濟州穀城黃石公祠記》傳世。

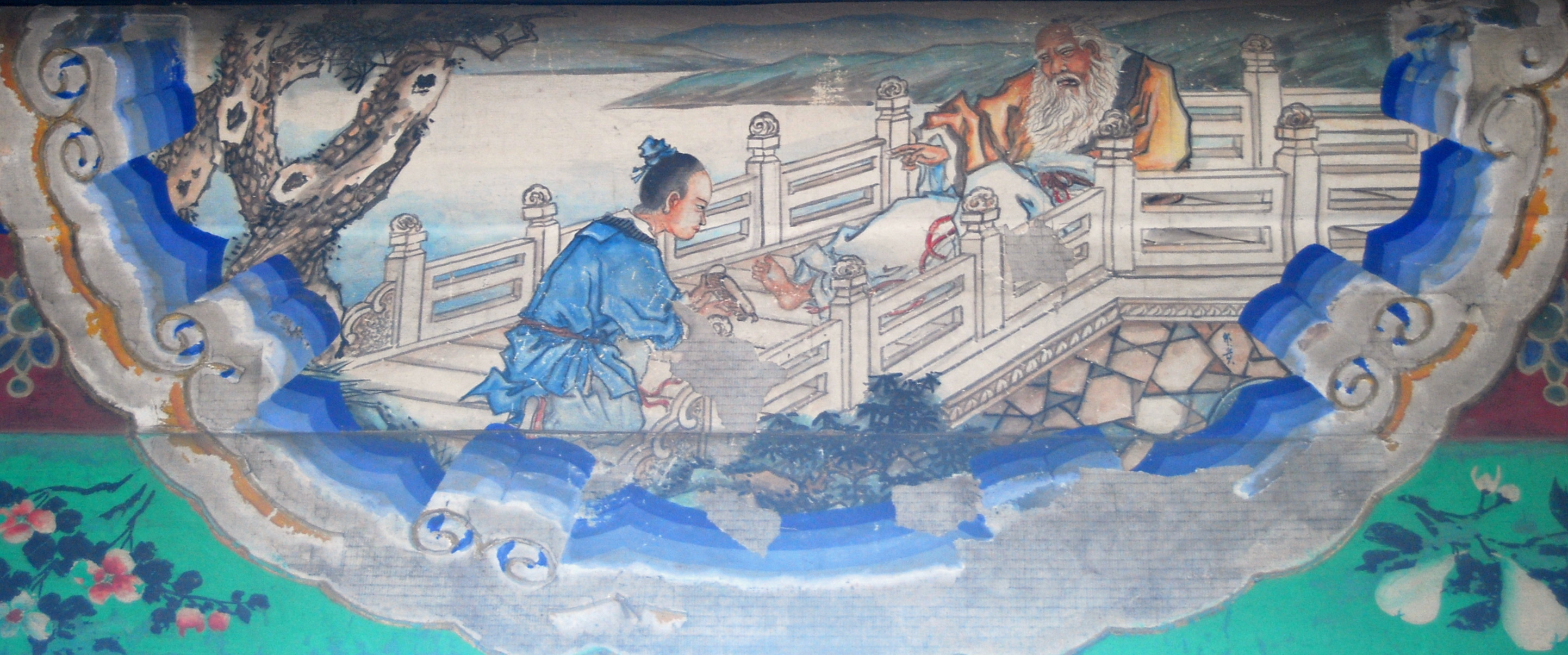
颐和园长廊彩绘：张良进履

## 参見
- 黃石公三略
- 圯橋進履